# Rue Jean-Émile-Laboureur
La rue Jean-Émile-Laboureur est une rue de Nantes, en France.

## Situation et accès
Située dans le centre-ville, dans le quartier Malakoff - Saint-Donatien, elle est longue de 368 mètres et relie le centre-ville à l'Erdre.
La rue Jean-Émile-Laboureur est situé dans le nord de Nantes, dans la partie avec le code postal 44000. Elle mesure 368 mètres de long.
Dans le quartier Malakoff - Saint-Donatien, elle relie la rue Pitre-Chevalier au quai Henri-Barbusse, sur l'Erdre.
Pourvue de deux voies de circulation, cette rue comporte aussi une piste cyclable et des trottoirs. La vitesse maximale autorisée y est de 30 km/h,.

## Origine du nom
Cette rue porte le nom de Jean Émile Laboureur (1877-1943), peintre, dessinateur, graveur, aquafortiste, lithographe et illustrateur français. Né à Nantes, il a joué un « rôle considérable dans le grand mouvement de l'art moderne ».